# Tribunal de Paris
Ne doit pas être confondu avec le Palais de justice de Paris historique.
Le Tribunal de Paris est un palais de justice situé porte de Clichy (quartier des Batignolles) dans le 17e arrondissement de Paris. C’est le siège du tribunal judiciaire de Paris (anciennement tribunal de grande instance) depuis 2018 ; cette juridiction était installée auparavant au palais de justice de l’île de la Cité et en divers lieux annexes.
Le gratte-ciel comporte en tout 120 000 m2 de surface nette dont 20 000 m2 d'espaces publics, notamment les 90 salles d'audience (dont deux réservées pour les procès hors-norme), 30 000 m2 d'espaces tertiaires (bureaux et autres) et 3 000 m2 d'espaces sécurisés. L'immeuble a 38 étages. 
Il forme, avec le 36, rue du Bastion et la Maison de l'ordre des avocats, la Cité judiciaire de Paris.

## Historique

Logo de l'Établissement public du palais de justice de Paris (EPPJP) depuis 2004.

Un premier schéma directeur est élaboré en 1997. En 2004, l'Établissement public du palais de justice de Paris (EPPJP) est créé. Cet établissement est l'entité chargée de la conduite du projet. Dans le détail, le décret prévoit : 

« L'établissement public a pour mission de concevoir et réaliser le projet de construction du nouveau tribunal de grande instance de Paris. Cette mission comporte également, le cas échéant, avec l'accord du garde des sceaux, la réalisation de locaux pour les besoins des juridictions parisiennes ou d'institutions travaillant en liaison directe avec elles. »

— Décret n°2004-161 du 18 février 2004
L'établissement public est aussi chargé de conduire une réflexion sur trois points décisifs:
- La détermination des besoins de surface du projet et éventuellement sa réactualisation ;
- L'élaboration avec les juridictions concernées d'un modèle de fonctionnement optimum pour les bâtiments à construire ;
- La concertation avec la Mairie de Paris et l'APHP pour le choix d'un site d'implantation.

### Choix du site

#### Échec du projet «Tolbiac» (2005-2008)
Le gouvernement exprime le 27 janvier 2005 sa préférence pour une implantation du projet sur le site « Tolbiac », dans le projet d'aménagement Paris Rive Gauche dans le XIIIe arrondissement, en face de la Bibliothèque nationale de France. Le tribunal aurait réutilisé la Halle Freyssinet.
Dans le même temps, la Ville de Paris est opposée à ce projet et propose ainsi plusieurs hypothèses alternatives au site « Tolbiac » en émettant une préférence pour une implantation dans le quartier « Masséna-Rives de Seine » également dans le XIIIe arrondissement.
Le 29 novembre 2005, le conseil d'administration de l'EPPJP maintient sa position initiale en préférant le site « Tolbiac ». La Ville de Paris réaffirme alors sa préférence pour le site « Masséna » mais le préfet de région répond le 11 mai 2006 au maire de Paris en listant les raisons techniques qui favorisent une implantation à Tolbiac plutôt qu'à Masséna. Un concours d'idée international pour une implantation sur le site Tolbiac est d'ailleurs lancé par l'EPPJP le 4 juillet 2006 et enregistre un grand succès avec 275 dossiers provenant de 34 pays. À la demande du premier ministre Dominique de Villepin, l’EPPJP lance le concours de maîtrise d’œuvre le 28 mars 2007, mais la procédure est suspendue en l’absence d’une solution concertée entre l’État et la Ville de Paris et d’une décision définitive s’agissant du foncier requis pour cette opération immobilière,,.

#### Seconde hypothèse: implantation dans le quartier des Batignolles
Le 29 avril 2009, Nicolas Sarkozy se prononce pour le site des Batignolles. Ancien secteur dédié aux infrastructures ferroviaires, le site a été envisagé comme village olympique pour les Jeux olympiques de 2012, avant de faire partie du projet urbain Clichy-Batignolles.
Le contrat de partenariat public-privé est signé le 15 février 2012 entre l’EPPJP et la société Arélia, groupement conduit par Bouygues Bâtiment Île-de-France. La construction est confiée à l'architecte italien Renzo Piano. Le bâtiment, qui ne devait pas initialement dépasser les 130 m de hauteur (afin d'éviter de couper un faisceau hertzien de communication utilisé par l'Armée), peut finalement atteindre les 160 mètres.

### Rebondissements politique et judiciaire
Après l’élection présidentielle de 2012, le projet est remis en cause par Christiane Taubira, ministre de la Justice du gouvernement de Jean-Marc Ayrault. En effet, le ministère de la Justice et celui des Finances ont lancé simultanément deux inspections pour réétudier le projet. Malgré cela l'enquête publique a démarré le 24 septembre 2012.
En novembre 2012, lors d'un débat budgétaire à l'Assemblée nationale, Christiane Taubira laisse entendre l'abandon du projet actuel, pour un autre : « Il serait facile pour moi de conserver les choses en l’état. J’aurais le plaisir d’inaugurer [le nouveau tribunal de Paris] en 2017 et je laisserais à mes successeurs la lourde ardoise. Ce serait facile… mais irresponsable. » Le rapport demandé en juillet, indique que le chantier coûtera au global 2,7 milliards d'euros (un loyer d'environ 90 M€ par an pendant vingt-sept ans couvrant le préfinancement privé des coûts de construction ainsi que l'exploitation et la maintenance du bâtiment). Finalement, le Premier ministre Jean-Marc Ayrault confirme le projet en janvier 2013 avec, toutefois, une renégociation du contrat.
Par ailleurs, un recours en annulation est déposé le 13 avril 2012 par l'association Justice dans la Cité (représentant des avocats, magistrats et professionnels de justice demandant le maintien du Palais de justice sur l'île de la Cité) à l'encontre des différents contrats signés en 2012. La procédure se termine par une décision de 2014 du Conseil d’État. Les travaux sont suspendus en juillet 2013. L’État accepte de dispenser la société Arélia des pénalités contractuelles dues au titre de l’interruption du chantier (23,5 millions d’euros) et de reporter au mois de juin 2017 la date de prise de possession de l’ouvrage, contractuellement prévue en novembre 2016. De son côté Arélia consent à une baisse du  taux de rentabilité interne ramené de 11,25 % à 9,36 %.

### Chantier et déménagements
En juillet 2016, il est décidé, sur proposition du magistrat Antoine Garapon, secrétaire général de l'Institut des hautes études sur la Justice, de nommer le palais de justice « Tribunal de Paris ».
En mai 2017, la place devant l'immeuble est dénommée Parvis du Tribunal-de-Paris (qui devient parvis Robert-Badinter en 2025). L'agence Renzo Piano Building Workshop remporte le prix de l'Équerre d'argent pour le Tribunal de Paris. L’État prend possession du palais de justice le 11 août 2017 ; après cette date, des travaux complémentaires ont lieu à cause du choix tardif de la sécurisation du palais par la police nationale (et non plus par la gendarmerie) et de nouvelles exigences en matière de sécurité et de sûreté.
Le tribunal représente, entre 2017 et 2044, période contractuelle du PPP, des dépenses d’investissement de 725,5 millions d’euros, courants, des coûts de financement de 642,8 millions d’euros et des charges de fonctionnement estimées à près de 960 millions d’euros. Ainsi, le coût global de cette opération en euros courants sera supérieur à 2,3 milliards d’euros. Selon la Cour des comptes, «  l’opération a pu être menée à bien en dépit de vicissitudes importantes […] Pour autant, le recours au contrat de partenariat, qui a résulté d’un choix principalement guidé par des considérations budgétaires de court terme, a induit des surcoûts de financement avérés tandis que l’ensemble des redevances (86 millions d’euros par an) pèsera fortement sur le budget du ministère de la justice jusqu’au terme du contrat ».
De mars au 27 juin 2018, les différentes juridictions, ainsi que près de 42 kilomètres de documents situés principalement sur l’île de la Cité, déménagent progressivement dans le nouveau bâtiment.
Les premières audiences se sont tenues le 16 avril 2018.
Le jeudi 28 juin 2018, lendemain du jour où le dernier service a emménagé dans le nouveau palais de justice, un feu se déclare vers 14 h 20 au 29e étage, sans faire de victimes. Les six cents personnes présentes au sein du tribunal sont évacuées,. Les magistrats reprochent à ce lieu son aspect « inhumain », en particulier en raison des mesures de sécurité qui causent des difficultés pour se déplacer d’un bureau à l’autre, ou de la salle d’audience à la salle des délibérés.
L’Établissement public du palais de justice de Paris est dissous fin 2018.

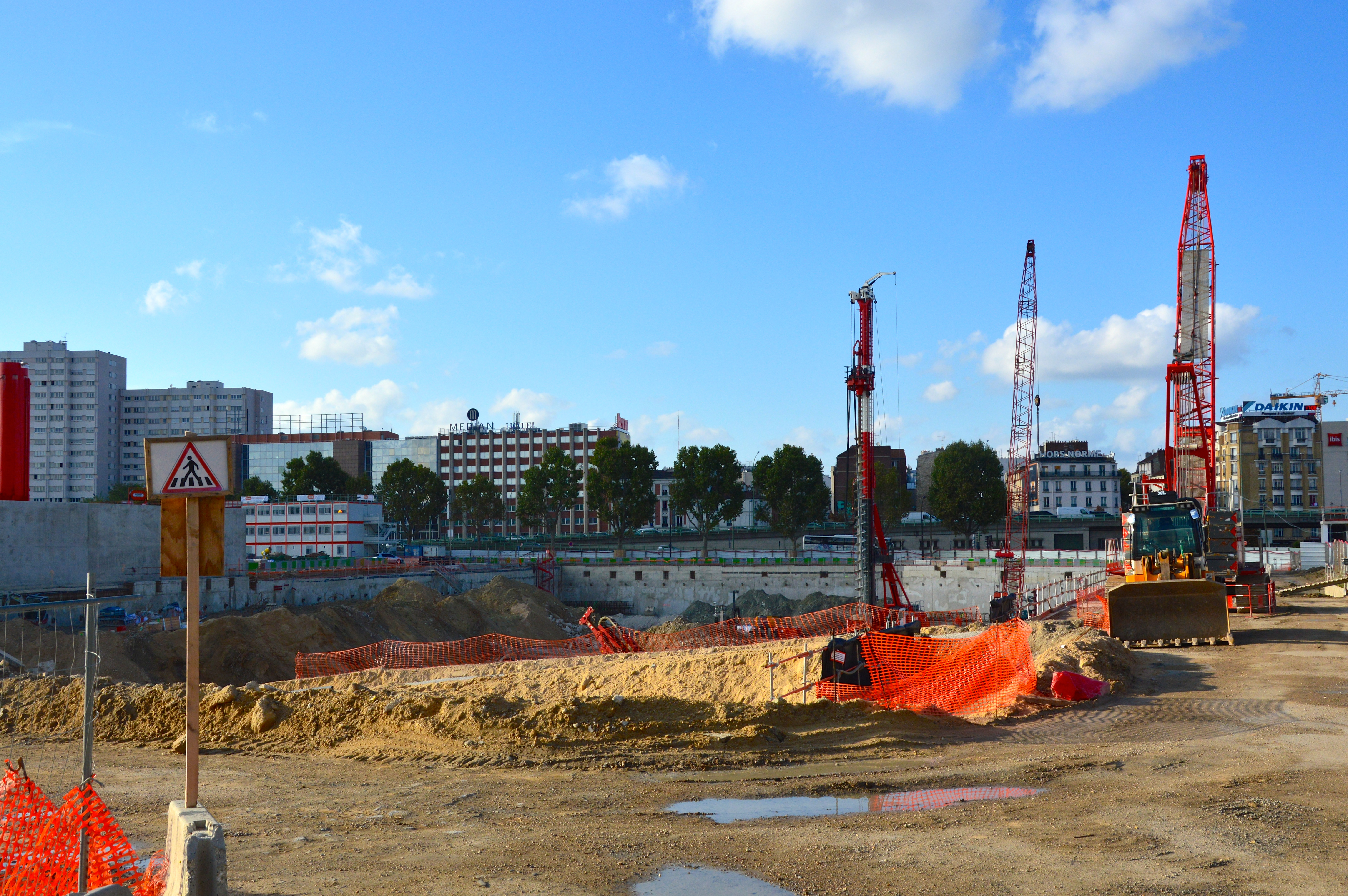
Le chantier de la nouvelle cité judiciaire le 11 octobre 2014.
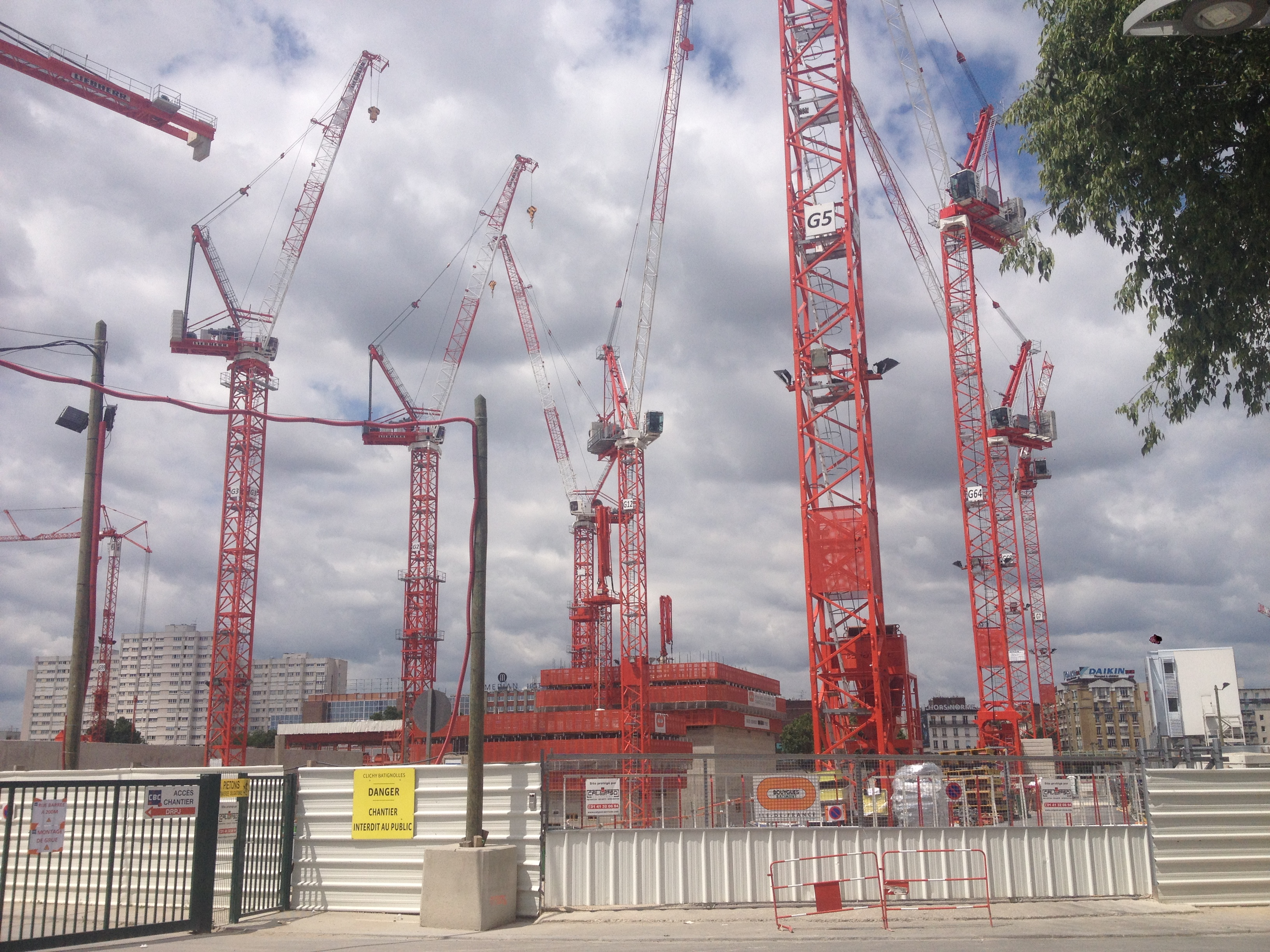
Grues sur les travaux de la future Cité Judiciaire de Paris, le 24 mai 2015.
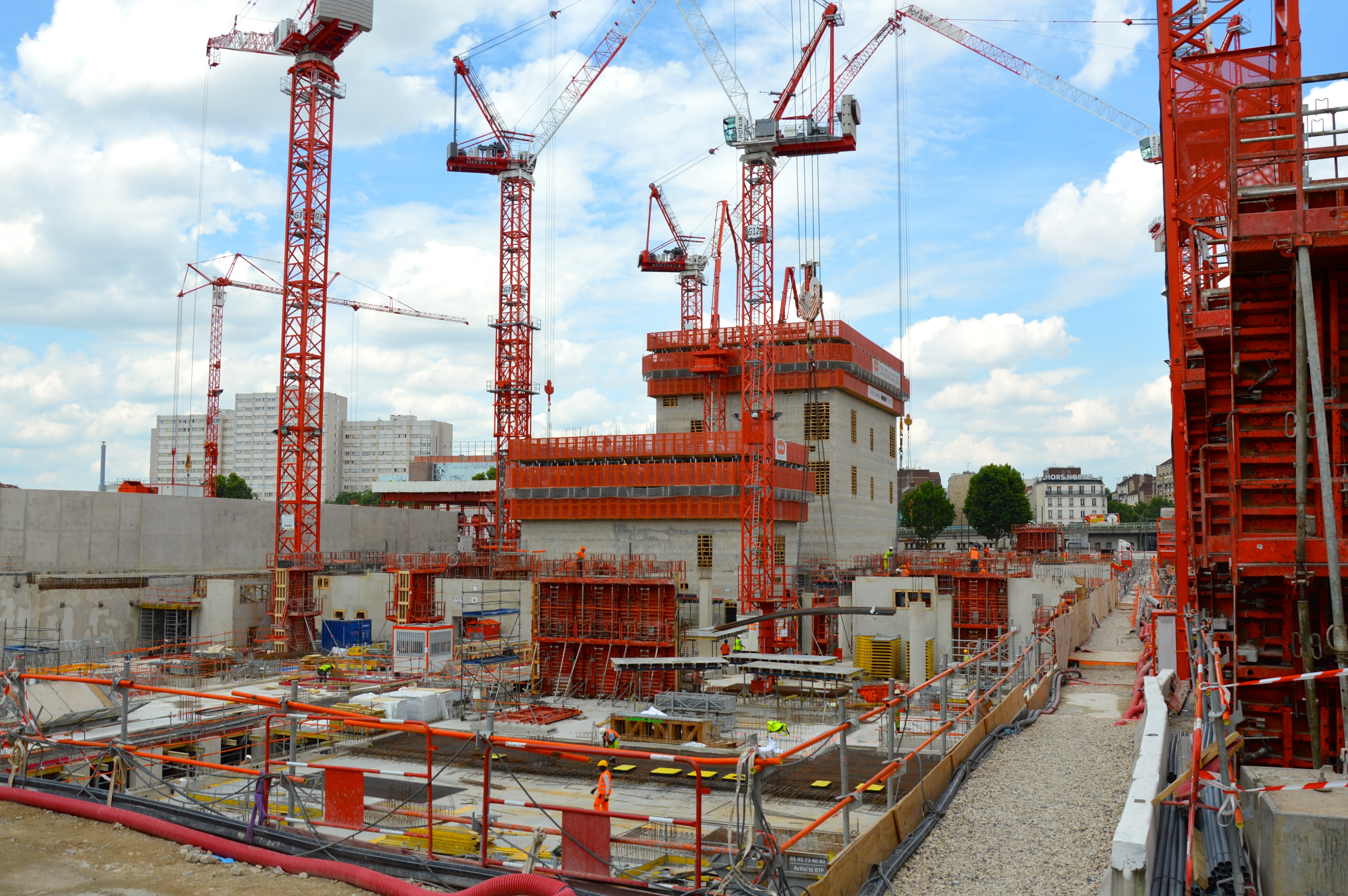
Chantier du futur palais de justice de Paris le 12 juin 2015.
Chantier en juillet 2016.
Le Tribunal de Paris à la fin de sa construction en 2017.
Le bâtiment, vu depuis Clichy.

## Juridictions
L'immeuble héberge :
- le tribunal judiciaire de Paris, (y compris le tribunal de police de Paris) le déménagement est concomitant d'une nouvelle organisation « en pôles spécialisés » (urgence civile, urgence pénale, économique et commerciale, social)[26] ;
- le tribunal d’instance de Paris, créé au 14 mai 2018 par la fusion des vingt tribunaux d’instance[27], avant son intégration au tribunal judiciaire ;
- le tribunal des affaires de sécurité sociale de Paris avant son intégration au TGI.